# 广州广播电视台生活频道
广州广播电视台生活频道简称“广州生活频道”，是广州广播电视台旗下的生活频道，主要播時尚生活与劇集、國際電影等節目，語言以粵語及普通話、少量英文節目為主。
本频道主要在下午或前半夜播放自製的時尚生活節目，及國際原版電影。凡出現重大新聞或事件直播時，頻道亦會抽空继续播放安排下来的直播新聞与劇集、綜藝節目。
本频道在每日00:30～06:00收台。

## 历史
1994年5月23日，广州有线电视台开播，初期本频道的名称为“广州有线电视台生活频道”。2001年，原广州有线电视台被合并至广州电视台，该频道被更名为“广州电视台生活频道”。2006年3月28日为迎接广州亚运会而改为“英语频道”，但非英语节目占大多数，亦没有英语字幕；2012年7月1日改为“英语生活频道”，以中产观众为目标，推出以时尚生活为主的节目，亦于每晚19点转播《新闻联播》；2014年10月14日，恢复“生活频道”的名称。
2020年5月19日，经国家广播电视总局批复，因业务发展需要，广州广播电视台生活、少儿、购物三个频道同步停播。直到同年6月8日0时39分，本频道亦正式宣布停播，并从此走入历史。